# Tag mina händer, o Herre, jag beder
Tag mina händer, o Herre, jag beder är en psalm med text och musik skriven 1956 av Göte Strandsjö.

## Publicerad i
- Segertoner 1988 som nr 428 under rubriken "Den kristna gemenskapen - Vittnesbörd - tjänst - mission".[1]